# Glena mopsaria
Glena mopsaria là một loài bướm đêm trong họ Geometridae.